# Auferstehungskirche (Ötisheim)
Die Auferstehungskirche in Ötisheim ist eine römisch-katholische Kirche, welche 1972 eingeweiht wurde.

## Lage
Die Kirche befindet sich direkt neben dem Friedhof an der Friedhofsstraße 18.

## Geschichte
Nach dem Zweiten Weltkrieg kamen Vertriebene, vorwiegend aus katholischen Gebieten, nach Ötisheim, wodurch der Anteil in der Gemeinde der Katholiken erheblich stieg. Gingen zuvor die wenigen Katholiken aus Ötisheim nach Mühlacker in die Herz-Jesu-Kirche, suchte man nach einer neuen Lösung. Zuerst einigten sich die evangelische und katholische Gemeinde darauf, dass die Katholiken in der Michaelskirche jeden Sonntag ihren Gottesdienst abhalten dürfen. Der erste Gottesdienst fand am 9. Dezember 1951 statt. 1970 gab es einen Wettbewerb für die Planung eines katholischen Zentrum mit einer Kirche. Der Architekt Meinrad Fuchs gewann den Wettbewerb und im Herbst 1971 begann man mit dem Bau. Die Einweihung fand am 7. April 1972 statt, welche der Rottenburger Weihbischof Herre vollzog. Die Kosten des Baus beliefen sich auf 1 Million DM.
Die Auferstehungskirche gehört heute als Filiale zur Kirchengemeinde Herz Jesu Mühlacker, die der Seelsorgeeinheit Mitte im Dekanat Mühlacker der Diözese Rottenburg-Stuttgart zugeordnet ist.

## Räumlichkeiten
Das Gebäudekomplex besitzt mehrere Nebenräume, einen Gemeindesaal mit Platz für 80 Personen und die Kirche. Die Auferstehungskirche bietet weiteren Platz für 200 Personen. 